# Mode frigi
En música, el mode frigi és un dels modes grecs. El mode frigi es construeix establint com tònica la tercera nota de l'escala diatònica. Pot ser classificat com un mode menor, té la següent relació d'interval:
- st - T - T - T - st - T - T (on: T = to i st = semitò). Exemples:
1. A partir de la tonalitat de do major, hi ha el mi frigi: mi - fa - sol - la - si - do - re
2. A partir de la clau de sol, hi ha el mi frigi: si - do - re - mi - fa#- sol - la
3. Partint de la tonalitat de lab, hi ha el mi frigi: do - reb - mib - fa - sol - lab - sib